# ملعب نيلسون مانديلا (الجزائر)
ملعب براقي رسميًا ملعب نيلسون مانديلا هو ملعب بسعة 40,784 مقعد. وهو ملعب مغطى بالكامل. تقوم شركة صينية ببناء الملعب الموجه للفرق العاصمية التي تعاني من ضغط الملاعب الصغيرة، والمنتخبات الوطنية. بلغت التكلفة المبدئية للملعب 18 مليار دينار جزائري (حوالي 280 مليون دولار). بدأ العمل بالملعب في 2009 ومن المزمع تدشينه يوم 7 يناير 2023 وستكون المباراة التحضيرية للمنتخب الجزائري أمام نظيره الليبي، أول مباراة تجري فيه. كما سيقام حفل افتتاح بطولة أمم إفريقيا للمحليين 2022 يوم 13 يناير في الملعب، بحضور رئيس الاتحاد الدولي لكرة القدم (الفيفا)، جياني إنفانتينو، ورئيس الاتحاد الأفريقي باتريس موتسيبيه.

## المواصفات
- يتسع لأربعين ألف متفرج منها 6500 مقعد للشخصيات الهامة،[9][10]
- مدرج للصحفيين يحتوي على 240 مقعد،[9][10]
- 22 غرفة لكبار الشخصيات،[10]
- أرضية ميدان ذات عشب طبيعي مائة بالمائة،[10]
- ميدان للتدريبات،[10]
- مواقف لسيارات الجمهور تتسع لأكثر من 2000 مكان،[10]
- حظيرة خاصة بالرسميين وأخرى بوسائل الإعلام.[10]
- قاعة للمحاضرات تضم 250 مقعد لاحتضان الندوات الصحفية،[10]
- أربع غرف تغيير الملابس،[10]
- 10 منصات تتسع لـ36 كاميرا للبث التلفزيوني[10]

## المخطط الأصلي للملعب
وفي مخطّطه الأصلي، يكون الملعب ذو أرضية معشوشبة طبيعيا، وكان من المقرر أن يحتوي الملعب على 60 ألف مقعد، لكن جرى تخفيض السعة إلى 40 ألف مقعد مغطاة بالكامل.
قررت الدولة الجزائرية بناء محطة برية لنقل المسافرين بحي كوريفة بالحراش، القريب جدا من مكان ملعب براقي الجديد، للسماح بوصول الأنصار إلى الملعب وقت المباراة، فضلاً عن محطة كوريفة للنقل بالسكك الحديدية، والتي أنجزت وتربط بين الجزائر وزرالدة، وأن الأشغال جارية لتشييد مخرجين لملعب براقي الجديد لربطه بالطريق السريع الرابط بين بن عكنون والدار البيضاء، والطريق السريع الآخر بين براقي والبليدة، وذلك من أجل تفادي الازدحام على الطرق المؤدية إلى الملعب أوقات المباريات.

## تاريخ
في 2007، أطلقت وزارة الشباب والرياضة مناقصة دولية لبناء مركب براقي، العملية شاركت فيها ثلاث مؤسسات هي: المقاولون العرب المصرية، والشركتان الصينيتان “CSCEC” و”CRCEG”، وفازت الأخيرة بالمناقصة. بكلفة قدّرت في البداية بمائة مليون دولار (ما يعادل نحو 7.81 مليار دينار) وجرى تحديد مدة الإنجاز بــ29 شهرا ابتداء من 2009.
في 2009، الانطلاق الرسمي للأشغال. لكن الأشغال توقفت بسبب المشاكل الفنية التي عرقلت عملية البناء كنوعية التربة ، وشبكة خطوط الكهرباء.
في أواخر 2011، الانطلاق الفعلي، مع زيادة مخصّصات المشروع بـ280 مليون دولار، ما رفع القيمة الإجمالية إلى 380 مليون دولار، ما يعادل 29.68 مليار دينار.
في 2012، نقل تسيير الإنجاز من مديرية الشباب والرياضة لولاية الجزائر إلى مديرية التجهيزات العمومية.
في 2013، وزارة الشباب والرياضة تكلف المجمع الصيني CRCEG بإنجاز هذا المشروع، بغلاف مالي قدره غلاف مالي يقدر ب20,706 مليار دينار (حوالي 270 مليون دولار)
في سبتمبر 2015، سلّمت وزارة الشباب والرياضة يوسف قارة المدير العام للمركب الأولمبي محمد بوضياف مهمة متابعة مشروع انجاز الملعب.
في نوفمبر 2016، بلغت نسبة تقدم أشغال بناء الملعب إلى حدود 50 بالمائة

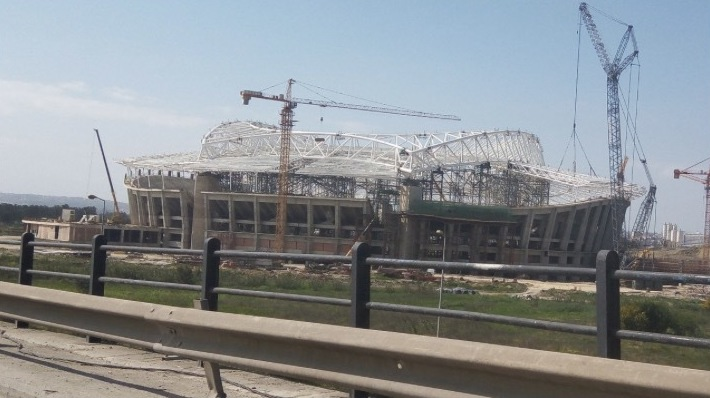
ملعب نيلسون مانديلا أثناء التشييد، منظر من الشرق، في 24 مارس 2017.

في 12 سبتمبر 2021، توكيل الملعب إلى وزارة السكن والعمران والمدينة بقرار من رئيس الجمهورية، عبد المجيد تبون.
في 20 ديسمبر 2022، سُمّي الملعب رسميًا على اسم نيلسون مانديلا.
في 3 يناير 2023 أعلنت الاتحادية الجزائرية لكرة القدم، اليوم الثلاثاء، نقل المباراة التحضيرية للمنتخب الجزائري أمام نظيره الغاني، يوم 7 يناير 2023، من ملعب ميلود هدفي في وهران إلى ملعب نيلسون مانديلا في العاصمة.
في 4 يناير 2023 وُضعت على مدخله الرئيسي لوحة التسمية الرسمية “نيلسون مانديلا” لهذا الملعب.
في 6 يناير 2023، نشّط مجيد بوقرة مدرب المنتخب الجزائري للمحليين مؤتمراً صحفيا بِقاعة المحاضرات، التابعة لِلملعب. آخر اللمسات قبل الافتتاح.
في 7 يناير 2023 لُعبت مباراة تحضيرية بين المنتخب الجزائري ونظيره الغاني على الساعة الخامسة مساءً بتوقيت الجزائر، والتي انتهت بالتعادل السلبي.
في 9 يناير، صرّح الناخب الوطني الغاني «ما رأيته في ملعب براقي يُثير البهجة. أعتقد أن هذه المنشأة الرياضية جوهرة ثمينة ومفخرة لِكلّ الأفارقة وليس الجزائر فقط».

## الأحداث

### بطولة أمم إفريقيا للمحليين 2022
| التاريخ       | التوقيت المحلي | الفريق رقم 1           | النتيجة | الفريق رقم 1          | الجولة        |
| ------------- | -------------- | ---------------------- | ------- | --------------------- | ------------- |
| 13 يناير 2023 | 20:00          | الجزائر                | 0/1     | ليبيا                 | المجموعة أ    |
| 14 يناير 2023 | 14:00          | إثيوبيا                | 0/0     | موزمبيق               | المجموعة أ    |
| 17 يناير 2023 | 17:00          | الجزائر                | 0/1     | إثيوبيا               | المجموعة أ    |
| 17 يناير 2023 | 20:00          | موزمبيق                | 2/3     | ليبيا                 | المجموعة أ    |
| 21 يناير 2023 | 20:00          | موزمبيق                | 1/0     | الجزائر               | المجموعة أ    |
| 22 يناير 2023 | 20:00          | أوغندا                 | 3/1     | ساحل العاج            | المجموعة ب    |
| 27 يناير 2023 | 20:00          | الفائزون من المجموعة أ | –       | وصيف المجموعة ب       | الربع النهائي |
| 31 يناير 2023 | 20:00          | الفائز من المباراة 26  | –       | الفائز من المباراة 27 | النصف النهائي |
| 4 فبراير 2023 | 20:00          | الفائز من المباراة 29  | 0/0     | الفائز من المباراة 30 | النهائي       |

## وصلات خارجية
- بالفيديو..والي العاصمة زوخ يثور في وجه مسؤول الشركة الصينية المكلفة بإنجاز ملعب براقي